# Cadrema fasciventris
Cadrema fasciventris är en tvåvingeart som beskrevs av Malloch 1940. Cadrema fasciventris ingår i släktet Cadrema och familjen fritflugor. Inga underarter finns listade i Catalogue of Life.